# Ґрем Вайт (плавець)
Ґрем Вайт (англ. Graham White; нар. 14 лютого 1951) — австралійський плавець.
Призер Олімпійських Ігор 1968 року, учасник 1972 року.
Переможець Ігор Співдружності 1970 року.